# えびの市立真幸小学校
えびの市立真幸小学校（えびのしりつ まさきしょうがっこう）は、宮崎県えびの市大字向江にある公立の小学校。

## 概要
歴史
1873年（明治6年）創立。現校名となったのは1970年（昭和45年）。2023年（令和5年）には創立150周年を迎えた。
校章
中央に校名の頭文字である「真」の文字を配している。
校歌
作詞は長嶺宏、作曲は海老原直による。歌詞は3番まであり、各番の歌詞中に校名の「真幸小」が登場する。
通学区域
えびの市のうち、「水流、南昌明寺、北昌明寺、東内竪、中内竪、西内竪、溝の口、北岡松、南岡松、亀沢、柳水流、京町、上向江、下浦、中浦、上島内、下島内、西川北」。中学校区はえびの市立真幸中学校。

## 沿革
- 1873年（明治6年）- 吉田郷と馬関田郷の中央に位置する風戸に学校を創立。
- 1874年（明治7年）- 水流に「吉田小学校」、西川北に馬関田小学校を分立。
- 1880年（明治13年）- 西南の役のあと、吉田小学校の規模を拡大。
- 1885年（明治18年）- 真幸村水流28番地に吉田小学校を移転。馬関田と岡元に分教場を設置。
- 1886年（明治19年）- 小学校令施行により、簡易科（3年制）を設置の上、「簡易吉田小学校」に改称。
- 1888年（明治21年）- 馬関田分教場を廃止。
- 1889年（明治22年）5月1日 - 町村制施行により、西諸県郡10村（水流、川北（馬関田郷）、浦、島内、柳水流、内竪、亀沢、向江、昌明寺、岡松）の合併により、「真幸村」が発足。
- 1890年（明治23年）- 尋常科（4年制）を設置の上、「尋常吉田小学校」に改称。
- 1892年（明治25年）4月 - 「真幸尋常小学校」に改称。
- 1899年（明治32年）2月24日 - 高等科を併置の上、「真幸尋常高等小学校」に改称。2月24日を創立記念日とする。
- 1900年（明治33年）- 岡元分教場が分離の上、岡元尋常小学校として独立。
- 1900年（明治33年）から大正のはじめにかけ、校地の拡張や校舎の増築がなされる。
- 1908年（明治41年）4月 - 改正小学校令により、尋常科（義務教育年限）が4年制から6年制に改められたため、旧高等科1年を尋常科5年に、旧高等科2年を尋常科6年に、旧高等科3年を高等科1年に、旧高等科4年を高等科2年に改める（尋常科6年・高等科2年）。
- 1919年（大正8年）7月 - 校門を設置。
- 1923年（大正12年）4月1日 - 岡元尋常小学校を統合の上、岡元分教場とする。
- 1926年（大正15年）- 学級数が20となる。
- 1930年（昭和5年）6月 - 西校門が完成。
- 1935年（昭和10年）- 校歌を制定。青年学校令施行により、併置の青年訓練所充当実業補習学校が、青年学校となる。
- 1937年（昭和12年）4月1日 - 高等科第3学年（特修科）を設置。
- 1938年（昭和13年）2月 - 創立40周年を記念して、寄贈により校旗を制定。
- 1941年（昭和16年）4月1日 - 国民学校令施行により、「真幸村真幸国民学校」に改称。尋常科を初等科に改める。
- 1945年（昭和20年）3月31日 - 高等科第3学年（特修科）を廃止。
- 1947年（昭和22年）
  - 4月1日 - 学制改革（六・三制の実施）により、国民学校初等科は、新制小学校「真幸村立真幸小学校」に改組・改称。
  - 5月8日 - 国民学校高等科は、青年学校普通科とともに、新制中学校「真幸村立真幸中学校」に改組・改称。
- 1949年（昭和24年）4月1日 - 真幸村大字浦に真幸村立第二真幸小学校を新設分離。これに伴い、「真幸村立第一真幸小学校」に改称。
- 1950年（昭和25年）
  - 4月1日 - 町制施行により、「真幸町立第一真幸小学校」に改称。
  - 8月 - 「真幸町立真幸小学校」に改称（真幸町立第二真幸小学校が真幸町立皇子小学校に改称）。
- 1951年（昭和26年）4月1日 - 真幸町立皇子小学校を統合。
- 1952年（昭和27年）
  - 4月1日 - 西内竪分校を設置。
  - 9月 - 大字向江1140番地（現在地）に移転を完了。
- 1957年（昭和32年）4月1日 - 岡元分校が分離の上、真幸町立岡元小学校として独立。
- 1959年（昭和34年）4月1日 - 西内竪分校が分離の上、真幸町立西内竪小学校として独立。
- 1966年（昭和41年）11月3日 - 3町（飯野・加久藤・真幸）合併でえびの町が発足したため、「えびの町立真幸小学校」と改称。
- 1968年（昭和43年）
  - 2月21日 - えびの大地震（震度6）が発生。校舎が大破し、使用不能となる。
  - 4月 - 運動場にプレハブ教室（30教室）が完成し、授業を開始。
  - 7月 - 常陸宮正仁親王と正仁親王妃華子が地震見舞いのために慰問。
- 1969年（昭和44年）
  - 4月 - 耐震構造永久校舎が完成。地震観測のため、ボーリングし、観測を開始。
  - 8月 - 交通公園、小鳥舎、運動施設・用具を整備。
- 1970年（昭和45年）12月1日 - 市制施行により、「えびの市立真幸小学校」（現校名）に改称。
- 1971年（昭和46年）8月 - プールが完成。
- 1974年（昭和49年）2月 - 体育館が完成。
- 1980年（昭和55年）3月 - 玄関前に屋外立体地図園が完成。
- 1981年（昭和56年）3月 - 玄関前に流水園が完成。
- 1983年（昭和58年）
  - 2月24日 - 創立110周年記念事業として、学校跡地（水流28番地1）と現在校に記念碑を建立。校旗を新調。
  - 3月 - 学校跡地の旧正門を玄関前に移す。
- 1993年（平成5年）- 台風の被害を受ける。
- 1995年（平成7年）- 校舎西棟の大改修工事が完了し、プレハブ校舎より移転を完了。
- 1997年（平成9年）9月 - 台風により床上浸水（70cm）。
- 1998年（平成10年）4月1日 - えびの市立西内竪小学校を統合の上、西内竪分校とし、同時に休校とする。
- 2001年（平成13年）3月31日 - 西内竪分校を廃止。
- 2005年（平成17年）4月1日 - 2学期制を開始。
- 2006年（平成18年）7月 - 集中豪雨により床上浸水（60cm）。
- 2009年（平成21年）4月1日 - えびの市小中一貫教育を導入。
- 2010年（平成22年）- 体育館および管理棟の耐震改修工事を実施。
- 2020年（令和2年）3月 - プールの改修工事を実施。
- 2023年（令和5年）2月 - ハワイ・ラナキラ小学校とオンライン交流を実施。

## 交通
最寄りの鉄道駅
- JR九州 吉都線（えびの高原線） 「京町温泉駅」

最寄りのバス停留所
- 宮崎交通バス 「京町待合所」停留所

最寄りの幹線道路
- 国道268号

## 周辺
- えびの市立真幸中学校
- 真幸郵便局
- 真幸地区体育館
- 真幸保育園
- 岡松神社
- 川内川